# Soraya Paladin
Soraya Paladin (Treviso, 4 maggio 1993) è una ciclista su strada italiana che corre per il team CANYON//SRAM zondacrypto; è attiva tra le Elite UCI dal 2014.

## Palmarès

### Strada
- 2018 (Alé Cipollini, due vittorie)

2ª tappa Giro della Toscana Femminile-Memorial Michela Fanini (Lucca > Capannori)
Classifica generale Giro della Toscana Femminile-Memorial Michela Fanini
- 2019 (Alé Cipollini, cinque vittoria)

2ª tappa Vuelta a Burgos Féminas (Poza de la Sal > Poza de la Sal)
3ª tappa Vuelta a Burgos Féminas (Medina de Pomar > Alto de Rosales)
2ª tappa Giro della Toscana Femminile-Memorial Michela Fanini (Capannori > Pescia)
3ª tappa Giro delle Marche in Rosa (Offida > Offida)
Classifica generale Giro delle Marche in Rosa

#### Altri successi
- 2019 (Alé Cipollini)

Classifica scalatrici Setmana Ciclista Valenciana
Classifica a punti Vuelta a Burgos Féminas
Classifica scalatrici Ladies Tour of Norway
Classifica scalatrici Giro della Toscana Femminile-Memorial Michela Fanini
Classifica scalatrici Giro delle Marche in Rosa
- 2022 (Canyon-SRAM Racing)

Classifica a punti Giro di Romandia femminile

## Piazzamenti

### Grandi Giri
- Giro d'Italia

2014: 73ª
2015: 87ª
2016: 33ª
2017: 52ª
2018: 36ª
2019: 9ª
2020: 17ª
2021: 28ª
2022: 36ª
2023: 27ª
2024: 52ª
- Tour de France

2022: 77ª
2023: 42ª
2024: 77ª

### Competizioni mondiali
- Campionati del mondo

Offida 2010 - In linea Junior: 14ª
Innsbruck 2018 - Cronosquadre: 10ª
Innsbruck 2018 - In linea Elite: 72ª
Yorkshire 2019 - In linea Elite: 50ª
Imola 2020 - In linea Elite: 67ª
Glasgow 2023 - In linea Elite: 31ª
Zurigo 2024 - Staffetta: 3ª
Zurigo 2024 - In linea Elite: 60ª
- Giochi olimpici

Tokyo 2020 - In linea: 48ª
- Campionati del mondo gravel

Veneto 2023 - Elite: 54ª
Belgio 2024 - Elite: 6ª

### Competizioni europee
- Campionati europei su strada

Plumelec 2016 - In linea Elite: 58ª
Herning 2017 - In linea Elite: 84ª
Glasgow 2018 - In linea Elite: 30ª
Alkmaar 2019 - In linea Elite: 22ª
Plouay 2020 - In linea Elite: 22ª
Trento 2021 - In linea Elite: ritirata
Drenthe 2023 - Staffetta mista Elite: 2ª
Drenthe 2023 - In linea Elite: ritirata
- Campionati europei gravel

Veneto 2024 - Elite: 10ª